# 希斯提奥提斯

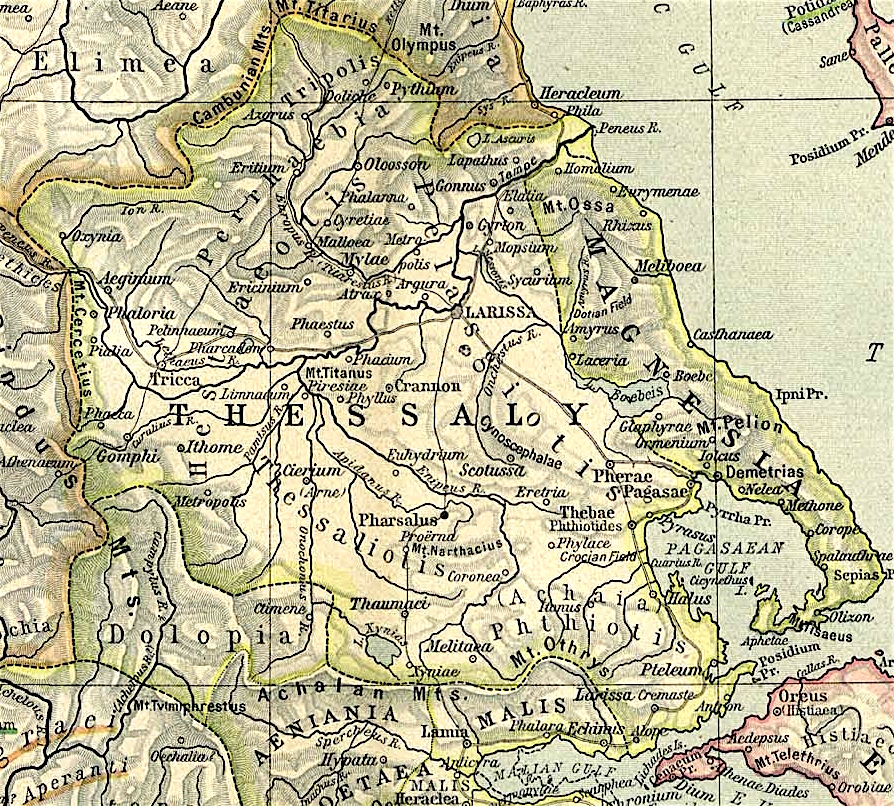
塞萨利西北的希斯提奥提斯

希斯提奥提斯（希腊名：Ἱστιαιῶτις，英文名Hestiaeotis），隶属古塞萨利西北区，是塞萨利四分领地的一部分，大致与现代特里卡拉区域组织相当。
该区城市主要有：卡拉巴卡、特里卡、帕卡顿、Gomphoi、拜利纳、梅特罗波利斯（Metropolis）、帕洛丽亚（Phaloria）和伊索曼（Ithome）。该区著名的圣殿为特里卡的阿斯克勒庇俄斯圣殿、卡斯特尼亚的阿芙洛狄忒圣殿、拜利纳的宙斯圣殿。在舰船目录（Catalogue of Ships）中，他们攻占了特里卡和伊索曼，以及厄查利安人欧律托斯的城市，这些都再次是阿斯克勒庇俄斯的两个儿子，医术娴熟的波达利里奥斯（Podaleirius）和马卡翁率领指挥的。
首次提到希斯提奥提斯的是希罗多德，在海伦之子多罗斯时期，多利安人在奥萨山和奥林匹斯山领域周围，也称为希斯提奥提斯。而后，他们被卡德摩斯勇士赶出希斯提奥提斯，定居在品都斯山，斯特拉波也证实称，早期的希斯提奥提斯被称为多利斯，但当在埃维厄岛征服了希斯提奥提斯的伯尔勒比人占领它后，便将原著民迁移到大陆地区，他们随希斯提奥提斯人称这一区域为希斯提奥提斯，因为大量的希斯提奥提斯人居住在这里。斯特拉波补充说希斯提奥提斯和多罗比亚包含了和上马其顿处于同一条直线的上塞萨利，而下塞萨利和下马其顿同处一条直线。
雅典和塞萨利的Hestiōtai大使为罗马（见皮拉斯鸠提斯Pelasgiotis）制定的粮食法的碑文中，该区也被称为Hestiōtai，但最相近的名字写法与Histiaea相关，阿提克行政区和埃维厄岛东部的城市。碑文上的Hestiaeotis，用伊欧里斯希腊语发声，显得奇怪而通顺。